# Gardon galant
Rutilus pigus
Espèce
Statut de conservation UICN

 LC  : Préoccupation mineure
Le gardon galant (Rutilus pigus) est une espèce de poisson du genre Rutilus.
Le gardon galant se trouve dans le bassin versant du Pô, ainsi que sur le cours du Danube et de ses affluents, de la Suisse aux Balkans. Il vit dans les eaux calmes et profondes des rivières et des lacs. Il se nourrit de petits poissons, de détritus végétaux, de vers, de petits crustacés et d'insectes.